# Sultan Mastura
Sultan Mastura est une localité de la province de Maguindanao, aux Philippines. En 2015, elle compte 22 261 habitants.